# Glam rock
Glam rock (známý také jako Glitter Rock) je styl rockové hudby, který se objevil po éře hippies na začátku 70. let. Zpočátku, mezi roky 1970–1973 byli hlavní představitelé z Británie. Byli to hlavně David Bowie, T. Rex, Slade, Sweet, Alice Cooper, Gary Glitter, Roxy Music, Silver Head, New York Dolls a Mott the Hoople.

## Zakladatelé
V USA byl glam rock populární ve městech New York, Detroit a Los Angeles. Tento styl tam reprezentovali Alice Cooper, New York Dolls, Wayne County a později hlavně Kiss.
Fanoušci glam rocku se odlišovali od členů hnutí hippies okouzlujícím (glamorous) oblečením, které bylo inspirováno sci-fi, hollywoodskou kulturou a oblečením bisexuálů.
Glam rock je charakterizován jako fádní, uspávající balada i rozpustilé vysokoenergetické rock and rollové stylizace ovlivněné hudbou Rolling Stones, přičemž ve zpěvu dominují pokřiky (většinou se pokřikuje krátká část refrénu, která je zároveň názvem skladby). Hlavním tématem textů byla sexualita, drogy, vědecká fantastika a revoluce teenagerů (např. Children of the Revolution od T. Rex a Teenage Rampage od Sweet).
Během tehdejších reforem práv homosexuálů v Británii a bojů mezi nimi a newyorskou policií během nepokojů v USA nazvaných Stonewall Riots, byla sexuální nejednoznačnost efektivní metodou jak šokovat publikum.
Některé hudební skupiny začaly tento efekt využívat. Svým mimozemsky působícím blýskavým oblečením a make-upem se snažily vyvolat dojem, že pocházejí z jiné civilizace.
Nejznámějším takovýmto mimozemšťanem byl David Bowie v období prezentace alba The Rise and Fall of Ziggy Stardust and the Spiders from Mars a alba Aladdin Sane během let 1972–73. Na začátku roku 1972 tento umělec, zpěvák, skladatel radikálně změnil svůj hudební styl, vzhled a prohlásil před médii, že je bisexuál.

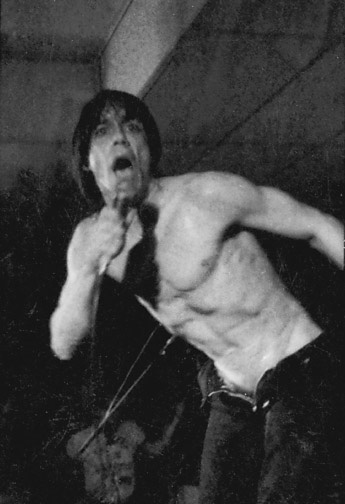
Iggy Pop

I když by se znaky glam rocku daly najít u průkopníků populární hudby jako byli Elvis Presley, Rolling Stones, Little Richard, The Kinks, Pink Floyd barretovské éry a dalších, za oficiálního zakladatelé tohoto stylu je všeobecně považován Marc Bolan se skupinou T. Rex. Do britské vlny vzniku žánru jsou zahrnováni kromě Davida Bowieho i Queen, Elton John, Slade, Mud, Gary Glitter, Sweet, Mott the Hoople a první sestava Roxy Music s Brianem Enem.
Americká vlna glam rocku je reprezentovaná hlavně proto-punkovou kapelou New York Dolls, jejichž rock, ovlivněný hudbou Rolling Stones, byl propojený s jejich vyparáděným, vždy ještě kousek mužsky působícím šviháckým, uličnickým výrazem.
Premiéru v prezentaci glam rocku v ženském podání získala maličká Suzi Quatro z Detroitu, hrající na obrovskou baskytaru. Koncem 60. a začátkem 70. let začal svou hudební kariéru v Detroitu další americký představitel Iggy Pop. Hlavním tahounem v USA se stal Alice Cooper (také z Detroitské rockové scény), který poprvé dokonale zkombinoval nejdůležitější komponenty glam rocku a to tvrdou rockovou hudbu, vzhled transvestity a teatrální provokativní vystoupení. Alice Cooper byl velmi úspěšný, ale komiksové nahození členů skupiny KISS, která vznikla roku 1973 v New Yorku, dokázalo z glam rocku vytvořit nejpopulárnější fenomén americké rockové mládeže začátku 70. let.
V Británii byl glam rock populární jak na popové, tak i na rockové scéně. Některé glamové skupiny vydaly k nablýskanému svátku – Vánocům – singly (Slade nahráli Merry Xmas Everybody, Wizzard nahráli I Wish It Could Be Christmas Everyday, skupina Mud nahrála Lonely This Christmas, Gary Glitter nahrál Another Rock And Roll Christmas …), které se hrají během Vánoc dodnes.

## Glam rock vdivadle ave filmu
Pro rozvoj a popularizaci glam rocku hrály důležitou úlohu i divadlo a kinematografie.
Tony Zanetta byl známý jako scénograf a příležitostný producent alternativního divadla Off Off Brodway, kde hrávali kromě mnohých jiných kontroverzních umělců té doby i travesti-star Jackie Curtis a Wayne County. Hrál s nimi postavu B. Marlowa v díle Andyho Warhola nazvaném Pork.
V 70. letech byl producentem turné Davida Bowieho. Manažoval Bowieho Ziggy Stardust Tour číslo 1, 2 a 3 a produkoval jeho dvě další turné: Diamond Dogs a Young American.
Image a vystupování transvestity Wayne Countyho byly inspirací pro Bowieho projekty z těchto časů.
Další významnou postavou newyorského undergroundu a spolupracovníkem Tonyho Zanetty byl Leee Black Childers.
Začátkem 70. let byl fotografem a manažerem vystoupení Jackieho Curtise (který vystupoval spolu s Penny Arcade a Patti Smith) v divadle LaMaMa. Oblékaní a vzhled Jackieho Curtise byly vzorem pro vzhled a oblékání hvězd glam rocku.
Zanetta manažoval Pork v divadle LaMaMa a v Roundhouse Theatre v Londýně. Childers se stal oficiálním fotografem Bowieho projektu Ziggy Stardust, strávil sezónu s Iggym Popem, byl fotografem pro magazín Rock Scene, později se stal manažerem bývalého člena skupiny New York Dolls, Johnyho Thunderse a skupiny Heartbeakers.
Spolupráce osobností alternativní divadelní scény, ikony Pop artu Andyho Warhola a jejich schopnost šokovou terapií přes média zpopularizovat za jiných okolností sporné projevy idolů, zviditelnění glam rocku velmi pomohla.

### Některé zfilmů
- Brian De Palma – Phantom of the Paradise
- The Rocky Horror Picture Show
- T. Rex – dokumentární film: Born To Boogie
- David Bowie – The Rise and Fall of Ziggy Stardust
- Alice Cooper – Good to See You Again, Alice Cooper
- Alice Cooper – Welcome To My Nightmare
- Gary Glitter – Remember Me This Way
- Slade – Flame
- Robert Fuest – Final Programme (1973)
- 20th Century Oz (1976)
- Side By Side (1975)
- Never too Young to Rock (1975)
- Todd Haynes – Velvet Goldmine (1998)
- John Cameron Mitchell – filmová verze muzikálu Hedwig a Angry Inch (2001);
- Fenton Bailey – Party Monster (2002);
- Neil Jordan – Breakfast on Pluto (2005)

## Nejznámější glam rockové hvězdy
| Sedmdesátá léta | Neo glam rock* |
| --- | --- |
| - Alice Cooper - Alvin Stardust - Marc Bolan - David Bowie - Arthur Brown - Cockney Rebel - Cherry Vanilla - Wayne County - Brian Eno - Gary Glitter - Geordie - Hawkwind - Ian Hunter - Iggy Pop - Japan (UK) - Jobriath - Elton John - Kenny - KISS - Lou Reed - Mott the Hoople - Move - Mud - New York Dolls - Prasmatics - Queen - Roxy Music/ Bryan Ferry - The Runaways - Sailor - Silverhead - Slade - Smokie - Sparks - Stooges - Suzi Quatro - Sweet - Sweeney Todd - T. Rex - Wizzard | - Adam and the Ants - The Ark - Bauhaus - Culture Club - The Darkness - Dead or Alive - Duran Duran - Enuff Z'uNuff - Goldfrapp - Hanoi Rocks - Heart - Egon Dust - The Human League - Joan Jett and the Blackhearts - Marilyn Manson (éra Mechanical Animals) - Mötley Crüe - Negative - Placebo - Poison - Quiet Riot - Rat - Sigue Sigue Sputnik - Siouxsie and the Banshees - Spandau Ballet - Sparks - Suede - Till Tuesday - Transvision Vamp - Twisted Sister - Visage |

* Po 70. letech: skupiny, které použily prvky glam rocku ve své hudbě.